# Piąta strona świata (album)
Piąta strona świata – album studyjny rapera Miuosha wydany w 2011 roku.
Nazwa płyty nawiązuje do określenia Śląska użytego w książce Kazimierza Kutza o tym samym tytule.
Na albumie znajdują się teksty często poruszające problemy społeczne  tamtego regionu i jego mieszkańców.
Nagrania dotarły do 24. miejsca zestawienia OLiS i uzyskały status platynowej płyty.

## Lista utworów
Opracowano na podstawie materiału źródłowego.
1. "Więcej niż możesz" (prod. Emdeka) (prod. Bob'Air)[A]
2. "Piąta strona świata" (gościnnie: Jan „Kyks” Skrzek) (prod. Emdeka)
3. "Coraz więcej" (prod. Emdeka)
4. "Chronos"(prod. Emdeka)[B]
5. "Jesteśmy" (prod. Bob'Air)
6. "Anioły"(prod. Emdeka)[C]
7. "Dalej" (prod. Christofer Luca)
8. "Pluję na to" (gościnnie: Onar, Młody M) (prod. Bob'Air)
9. "Patos" (prod. Emdeka)
10. "Nic za darmo" (prod. Emdeka)
11. "Ta ziemia" (prod. Bob'Air)
12. "Każde" (prod. Zeus)
13. "Puzzle" (gościnnie: Puq) (prod. Emdeka)[D]
14. "Nie muszę" (gościnnie: 19SWC (Booryz, Stabol, Bemer)) (prod. Emdeka)[E]
15. "Zanik" (gościnnie: Zeus, Olo) (prod. Emdeka)
16. "Nie zapomnij skąd jesteś" (gościnnie: Paluch, Junior Stress) (prod. Bob'Air)

Notatki
- A^ W utworze wykorzystano sample z piosenki "I Got Over Love (Live)" w wykonaniu Majora Harrisa[6].
- B^ W utworze wykorzystano sample z piosenki "The Way We Were" w wykonaniu 21st Century[6].
- C^ W utworze wykorzystano sample z piosenki "Fairytale" w wykonaniu Alexandera Rybaka[6].
- D^ W utworze wykorzystano sample z piosenki "Satisfaction Guaranteed (Or Take Your Love Back)" w wykonaniu Harold Melvin & the Blue Notes[6].
- E^ W utworze wykorzystano sample z piosenki "Mother's Theme (Mama)" w wykonaniu Williego Hutcha[6].